# Pour l'amour d'une reine
Pour plus de détails, voir Fiche technique et Distribution.
Pour l'amour d'une reine (titre original : Herrscher ohne Krone) est un film allemand réalisé par Harald Braun et sorti en 1957.

## Synopsis
Au XVIIIe siècle, l'éminent docteur allemand Johann Friedrich Struensee est appelé à la cour royale du Danemark pour examiner le jeune roi Christian VII qu'on dit aliéné. Struensee ne diagnostique qu'une instabilité et le déclare apte à gouverner. À cette occasion, il devient son ami et conseiller. Mais bientôt bruit la rumeur d'une relation amoureuse entre Struensee et la reine Mathilde. La souveraine donne naissance à une fille, Louise, dotée d'un grain de beauté identique à celui de Struensee, attestant ainsi sa paternité. Christian condamne alors son épouse en assignation à résidence et Struensee à la décapitation.

## Fiche technique
- Titre : Pour l'amour d'une reine
- Titre original : Herrscher ohne Krone
- Réalisation : Harald Braun
- Scénario : Odo Krohmann, Gerhard Menzel d'après le roman de Robert Neumann, Der Favorit der Königin (1935)
- Musique : Werner Eisbrenner
- Photographie : Göran Strindberg
- Conseil pour la couleur : Alvord Eiseman
- Cadrage : Günther Senftleben
- Son : Hans Wunschel
- Montage : Hilwa von Boro
- Décors : Walter Haag
- Costumes : Herbert Ploberger
- Pays d'origine :  Allemagne de l'Ouest
- Tournage : 
  - Langue : allemand
  - Période prises de vue : 23 août à octobre 1956
  - Intérieurs : Bavaria Filmstudios
  - Extérieurs : 
    - Allemagne : Côte de la Frise, Schleswig-Holstein, Löwenburg (Kassel) (de), Château Wilhelmshöhe
    - Danemark : Copenhague et sa région
- Producteurs : Harald Braun, Georg Richter
- Société de production : Bavaria Filmkunst AG
- Sociétés de distribution : Schorcht Filmverleih, Omnia Deutsche Film Export, Exclusive International
- Format : couleur par Agfacolor — 35 mm — 1.33:1 — monophonique
- Genre : Film dramatique, film historique, film biographique
- Durée : 105 minutes
- Date de sortie : 
  - Allemagne de l'Ouest : 16 janvier 1957

## Distribution
- O. W. Fischer : le docteur Johann Friedrich Struensee
- Odile Versois : la reine Mathilde de Danemark
- Horst Buchholz : le roi Christian VII de Danemark
- Günther Hadank : le ministre Bernstorff
- Fritz Tillmann : le général Rantzau
- Elisabeth Flickenschildt : la reine-mère Juliane Marie de Brunswick
- Siegfried Lowitz : le chambellan Ove Høegh-Guldberg
- Ingeborg Schöner : Gertrud von Eyben
- Wilfried-Jan Heyn : le baron Enevied Brandt
- Helmuth Lohner : le chambellan Holck
- Gerhard Ritter : le médecin royal Berger
- Peter Esser : le prédicateur Münter
- Horst Gnekow : le général Reventlau